# Chlorotabanus inanis
Chlorotabanus inanis är en tvåvingeart som först beskrevs av Fabricius 1787.  Chlorotabanus inanis ingår i släktet Chlorotabanus och familjen bromsar. Inga underarter finns listade i Catalogue of Life.